# Kuba i olympiska sommarspelen 1900
Kuba deltog för första gången i de olympiska sommarspelen med en deltagare vid de olympiska sommarspelen 1900 i Paris. Totalt vann fäktaren Ramón Fonst två medaljer och Kuba slutade på tolfte plats i medaljligan.

## Medaljer

### Guld
- Ramón Fonst - Fäktning, värja

### Silver
- Ramón Fonst - Fäktning, värja för fäktmästare och amatörer